# Mark Buehrle
Mark Alan Buehrle (ur. 23 marca 1979) – amerykański baseballista, który występował na pozycji miotacza.

## Przebieg kariery
Buehrle po ukończeniu Jefferson College w Hillsboro w 1998 został wybrany w 38. rundzie draftu przez Chicago White Sox i początkowo grał w klubach farmerskich tego zespołu, między innymi w Birmingham Barons, reprezentującym poziom Double-A. W Major League Baseball zadebiutował 16 lipca 2000 w meczu przeciwko Milwaukee Brewers, rozgrywanego w ramach interleague play. W 2002 po raz pierwszy wystąpił w Meczu Gwiazd. W 2005 zagrał w dwóch meczach World Series, w których White Sox pokonali Houston Astros 4–0.
18 kwietnia 2007 w spotkaniu z Texas Rangers na U.S. Cellular Field rozegrał 16. w historii klubu no-hittera. W lipcu 2007 podpisał nowy, czteroletni kontrakt wart 56 milionów dolarów. 23 lipca 2009 w meczu przeciwko Tampa Bay Rays rozegrał 18. w historii MLB perfect game. W tym samym roku po raz pierwszy otrzymał Złotą Rękawicę oraz nagrodę Fielding Bible Award.
W grudniu 2011 podpisał czteroletni kontrakt wart 58 milionów dolarów z Miami Marlins. W listopadzie 2012 w ramach wymiany zawodników przeszedł do Toronto Blue Jays. W październiku 2015 zakończył zawodniczą karierę.

## Uhonorowanie
24 czerwca 2017 przed meczem Chicago White Sox – Oakland Athletics na Guaranteed Rate Field miała miejsce ceremonia zastrzeżenia numeru 56, z którym Buehrle występował podczas dwunastu lat gry w barwach klubu z Chicago.

## Nagrody i wyróżnienia
| Nagroda/wyróżnienie              | Lata                         | Źródło |
| 5× All-Star                      | 2002, 2005, 2006, 2009, 2014 | [ 1 ]  |
| 4× Gold Glove Award              | 2009, 2010, 2011, 2012       | [ 8 ]  |
| Zwycięzca w World Series         | 2005                         | [ 4 ]  |
| 4× Fielding Bible Award          | 2009, 2010, 2011, 2012       | [ 9 ]  |
| # 56 zastrzeżony przez White Sox | 2017                         | [ 13 ] |